# 中強羅駅
中強羅駅（なかごうらえき）は、神奈川県足柄下郡箱根町強羅にある小田急箱根鋼索線（箱根登山ケーブルカー）の駅である。駅番号はOH 60。

## 歴史
- 1921年（大正10年）12月1日：開業。
- 1944年（昭和19年）2月11日：不要不急路線となり営業休止。
- 1950年（昭和25年）7月1日：営業再開。

## 駅構造
相対式ホーム2面1線を有する地上駅。急斜面の場所であるがホームは階段状でなくスロープとなっている。線路の両側にホームがあり、停車したケーブルカーは両側の扉を開ける。両ホーム間を行き来する通路や付近を横断する道路はないため、線路の反対側へ渡る場合は停車中のケーブルカーの車内を通り抜けることになる。
無人駅であり、自動券売機はなく乗車駅証明書発券機が設置してある。
かつては駅の公園上寄りに関係者専用の踏切が存在したが、現在は廃止され、踏切のあった場所にはホームへのスロープが設けられている。
なお、箱根登山鉄道の表示看板やパンフレットでは各駅の標高が示されており、かつては668 mと表記されていたが、2013年の再調査で654 mに訂正されている。

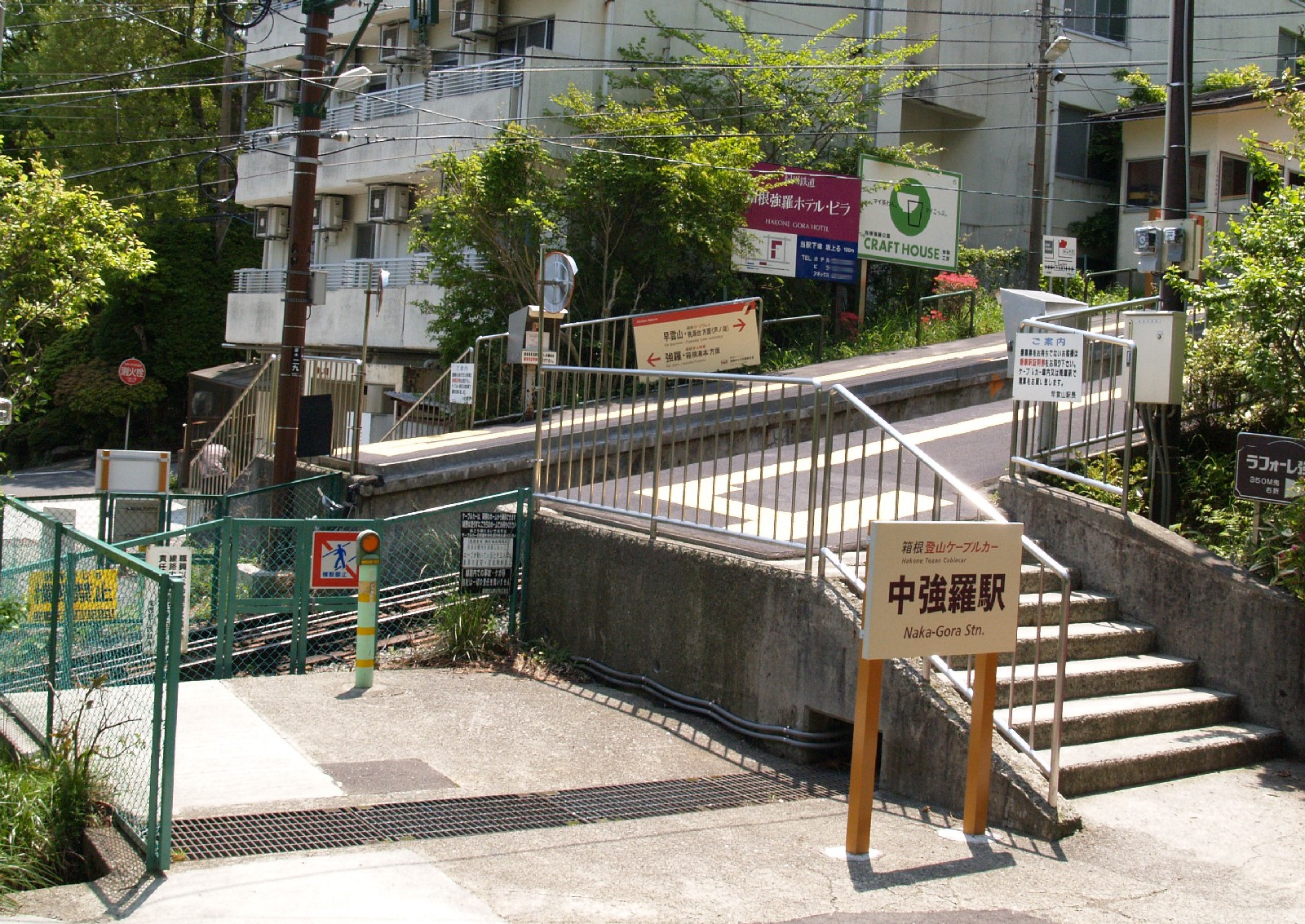
駅入口と踏切跡（2009年5月）
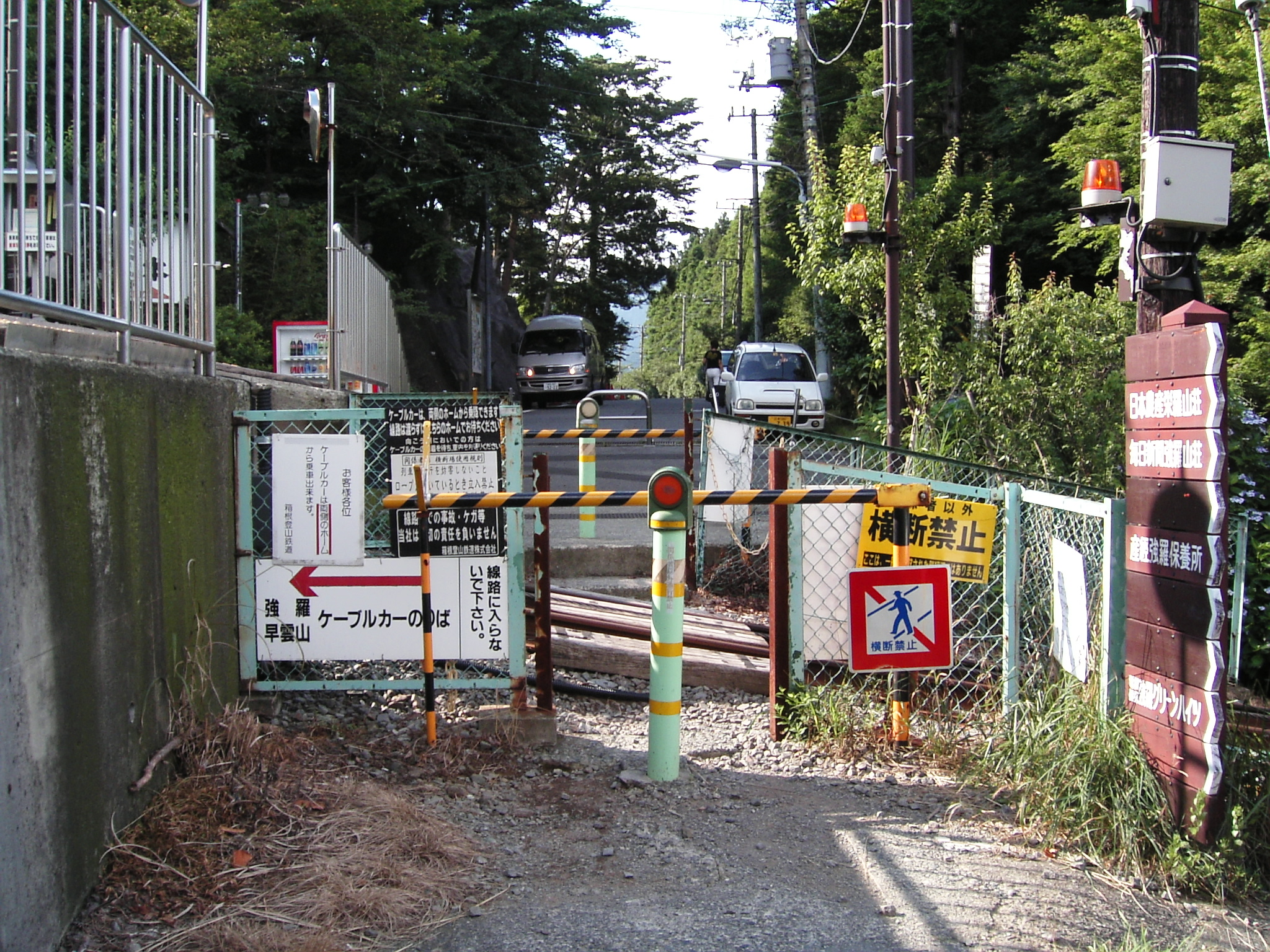
駅東側の踏切（関係者専用） ※現在は廃止

## 利用状況
2008年度の1日平均乗車人員は68人である。近年の推移は下記の通り。
| 年度               | 1日平均 乗車人員 | 出典    |
| ------------------ | ---------------- | ------- |
| 1998年（平成10年） | 155              | [ * 1 ] |
| 1999年（平成11年） | 139              | [ * 2 ] |
| 2000年（平成12年） | 123              | [ * 2 ] |
| 2001年（平成13年） | 108              | [ * 3 ] |
| 2002年（平成14年） | 87               | [ * 3 ] |
| 2003年（平成15年） | 72               | [ * 4 ] |
| 2004年（平成16年） | 62               | [ * 4 ] |
| 2005年（平成17年） | 57               | [ * 5 ] |
| 2006年（平成18年） | 60               | [ * 5 ] |
| 2007年（平成19年） | 64               | [ * 6 ] |
| 2008年（平成20年） | 68               | [ * 6 ] |

## 駅周辺
駅付近には旅館やホテル、保養所等が多数建ち並ぶ。
- 箱根強羅 深山（旧紀州鉄道箱根強羅ホテル）
- 東京都新宿区立中強羅区民保養所（箱根つつじ荘）

## 隣の駅
小田急箱根
 鋼索線（箱根登山ケーブルカー）
公園上駅 (OH 59) - 中強羅駅 (OH 60) - 上強羅駅 (OH 61)